# Günter Böhme (Politiker, 1925)
Günter Böhme (* 21. November 1925 in Leverkusen; † 28. Juli 2006) war ein deutscher Manager und Abgeordneter (CDU).

## Leben
Böhme nahm von 1943 bis 1945 am Zweiten Weltkrieg teil und geriet in sowjetische Kriegsgefangenschaft. Nach dem Abitur 1946 nahm er ein Studium der Rechtswissenschaft auf, das er 1952 mit der Promotion zum Dr. jur. an der Universität zu Köln zum Thema Der Alliierte Kontrollrat und die Alliierte Hohe Kommission. Das Kontrollsystem in Deutschland 1945-1951 beendete. Anschließend war er von 1952 bis 1989 Rechtsanwalt, Prokurist und Direktor bei der Bayer AG. Seit 1954 war er zudem als Rechtsanwalt zugelassen. Von 1978 bis 1986 war er Vorsitzender des TuS Bayer 04 Leverkusen. Vorher war Günter Böhme Direktor bei der Duisburger Kupferhütte. Zwischenzeitlich war er auch stellvertretender Vorsitzender des Verwaltungsrats der Bundesanstalt für Arbeit.
Günter Böhme beantragte am 16. Januar 1943 die Aufnahme in die NSDAP und wurde zum 20. April desselben Jahres aufgenommen (Mitgliedsnummer 9.475.011). Von 1969 bis 1972 war er Mitglied des Deutschen Bundestags. Er wurde über die Landesliste der CDU Nordrhein-Westfalen gewählt. Von 1961 bis 1973 war er zudem Stadtrat in Leverkusen.
Böhme wurde mit dem Bundesverdienstkreuz 1. Klasse (8. Oktober 1980) und dem Großen Bundesverdienstkreuz (4. Oktober 1985) ausgezeichnet.